# Venegono Inferiore

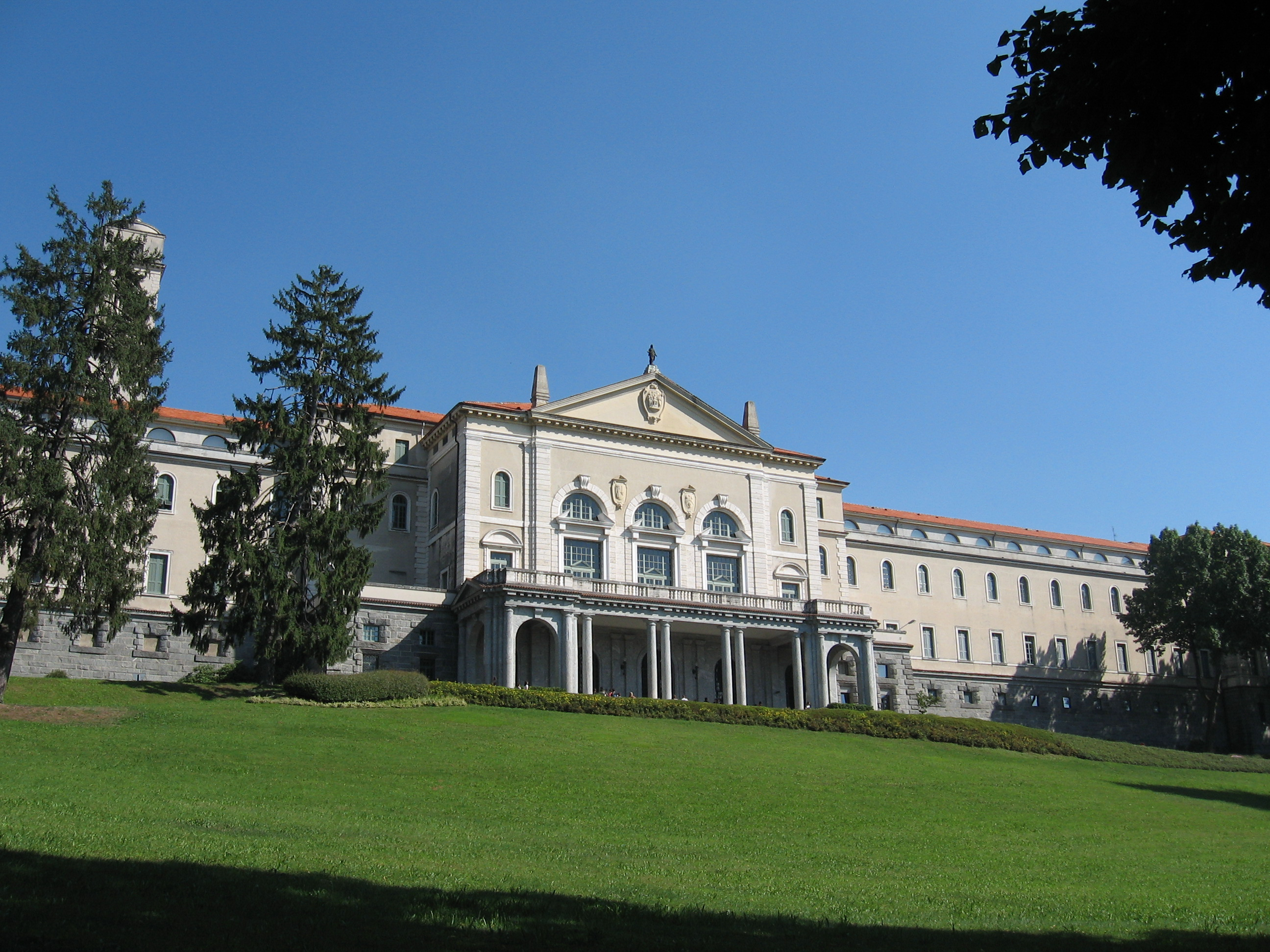
Seminarpalast des Erzbistums Mailands

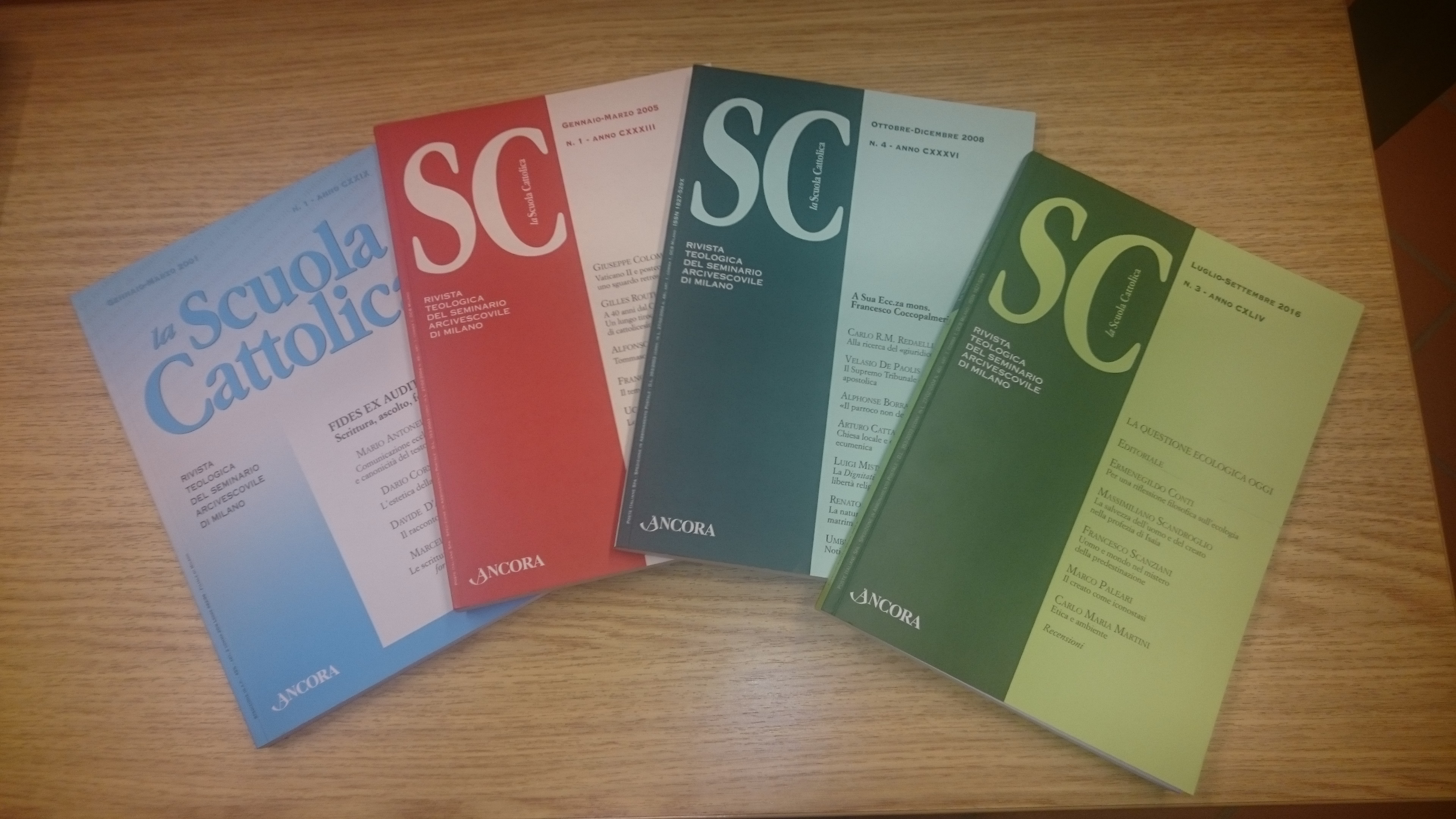
La Scuola Cattolica

Venegono Inferiore ist eine Gemeinde in der Provinz Varese in der Region Lombardei.

## Geographie
Die Gemeinde liegt südöstlich der Stadt Varese und bedeckt eine Fläche von 5 km². Der Flugplatz Varese-Venegono liegt zum Teil auf dem Gemeindegebiet.
Die Nachbargemeinden sind Binago (CO), Castelnuovo Bozzente (CO), Castiglione Olona, Gornate-Olona, Lonate Ceppino, Tradate und Venegono Superiore.

## Geschichte
Von dem Ort, der den römischen Namen Venegonum trug, kam die via Varesina, die Mediolanum (Mailand), vorbei an Baretium (Varese), mit Luganum (Lugano) verband. Die ersten historischen Nachweise für die Existenz des mittelalterlichen Venegono gehen auf das Jahr 737 zurück, als Manecunda das Kloster des Nachbarn Cairate gründete. Die Unterschriften, die für die Unterzeichnung des Dokuments angebracht wurden, begleiten die Worte: Signum manibus Vuallerami de Abiate et Edlprandi de Venegono isti testes.
Der Ort wird in den Statuten der Straßen und Gewässer der Grafschaft Mailand in der Form Venegona de Sotto erwähnt und gehörte zur Pieve von Castelseprio. Er gehörte zu den Gemeinden, die zum Unterhalt der Bollate-Straße beitrugen (1346). In den Registern des Estimo (Grundbuch) des Herzogtums Mailand von 1558 und den späteren Aktualisierungen im 18. Jahrhundert war Venegono Inferiore noch in derselben Pieve enthalten. Nach den Antworten auf 45 Fragen, die im Jahr 1751 von der Zweiten Kammer der Volkszählung gestellt wurden, wurde Venegono Inferiore, ein Land mit etwa 450 Einwohnern, an Giuseppe Pusterla belehnt, dem jedoch keine Vergütung gezahlt wurde. Die ordentliche Gerichtsbarkeit oblag dem in Gallarate ansässigen Feudalrichter Alessandro Barletti, der 20 Lire und 5 Soldi pro Jahr erhielt, während der Hauptrichter der Podestà von Varese war, vor dessen Strafbank der Konsul einen Eid ablegte. Die Gemeinde hatte keine weiteren Aggregate, sondern war für die Festsetzung der Salzquote in vier Gemeinden unterteilt. Es gab weder einen allgemeinen noch einen besonderen Rat. Die Verwaltung der Interessen des Gemeinwesens und die Überwachung der gerechten Verteilung der Steuern oblag dem Konsul unter Mitwirkung der großen Schätzer. Darüber hinaus hatte die Gemeinde vier Bürgermeister, einen für jede Gemeinde, die auf unbestimmte Zeit im Amt waren. Der Kanzler wohnte in Tradate und bewahrte die Gemeindeakten bei sich auf. Der Kanzler wurde mit 50 Lire pro Jahr entlohnt.
Mit der Aktivierung der Gemeinden der Provinz Como, auf der Grundlage der territorialen Aufteilung des Königreichs Lombardo-Venetien (Mitteilung vom 12. Februar 1816), wurde die Gemeinde Venegono Inferiore in den Bezirk XXII von Tradate aufgenommen. Venegono Inferiore, eine Gemeinde mit einer Vorladung, wurde im Bezirk XXII von Tradate durch die spätere territoriale Aufteilung der lombardischen Provinzen bestätigt (Mitteilung vom 1. Juli 1844). Im Jahr 1853 (Anmeldung vom 23. Juni 1853) wurde Venegono Inferiore, eine Gemeinde mit einer allgemeinen Einberufung und 866 Einwohnern, in den Bezirk XVIII von Tradate aufgenommen. Nach der zeitweiligen Vereinigung der lombardischen Provinzen mit dem Königreich Sardinien wurde die Gemeinde Venegono Inferiore mit 927 Einwohnern, die von einem fünfzehnköpfigen Gemeinderat und einem zweiköpfigen Stadtrat verwaltet wurde, auf der Grundlage der durch das Gesetz vom 23. Oktober 1859 festgelegten Gebietsaufteilung in den 8. Bezirk von Tradate, Bezirk II von Varese, Provinz Como, eingegliedert.
Bei der Gründung des Königreichs Italien im Jahr 1861 hatte die Gemeinde 929 Einwohner (Volkszählung 1861). Nach dem Gemeindegesetz von 1865 wurde die Gemeinde von einem Bürgermeister, einer Junta und einem Rat verwaltet. Im Jahr 1867 wurde die Gemeinde in denselben Bezirk, Kreis und dieselbe Provinz eingegliedert (Verwaltungsbezirk 1867). Im Jahr 1924 wurde die Gemeinde in den Bezirk Varese der Provinz Como eingegliedert. Nach der Gemeindereform von 1926 wurde die Gemeinde von einem Podestà verwaltet. Im Jahr 1927 wurde die Gemeinde der Provinz Varese zugeschlagen. Im Jahr 1928 wurde die Gemeinde Venegono Inferiore mit Venegono Superiore zur neuen Gemeinde Venegono zusammengelegt (Königlicher Erlass Nr. 1973 vom 3. August 1928). 1960 wurde die autonome Gemeinde Venegono Inferiore durch Abtrennung ihres Gebiets von der Gemeinde Venegono neu gebildet (Präsidialdekret Nr. 980 vom 4. September 1960). Auf der Grundlage des geltenden Gemeindegesetzes wurde die Gemeinde Venegono Inferiore von einem Bürgermeister, einer Junta und einem Gemeinderat verwaltet. Im Jahr 1971 hatte die Gemeinde Venegono Inferiore eine Fläche von 577 Hektar.

## Bevölkerung
| Bevölkerungsentwicklung | Bevölkerungsentwicklung | Bevölkerungsentwicklung | Bevölkerungsentwicklung | Bevölkerungsentwicklung | Bevölkerungsentwicklung | Bevölkerungsentwicklung | Bevölkerungsentwicklung | Bevölkerungsentwicklung | Bevölkerungsentwicklung | Bevölkerungsentwicklung | Bevölkerungsentwicklung | Bevölkerungsentwicklung | Bevölkerungsentwicklung | Bevölkerungsentwicklung | Bevölkerungsentwicklung |
| ----------------------- | ----------------------- | ----------------------- | ----------------------- | ----------------------- | ----------------------- | ----------------------- | ----------------------- | ----------------------- | ----------------------- | ----------------------- | ----------------------- | ----------------------- | ----------------------- | ----------------------- | ----------------------- |
| Jahr                    | 1751                    | 1805                    | 1853                    | 1871                    | 1881                    | 1901                    | 1921                    | 1951                    | 1971                    | 1991                    | 2001                    | 2011                    | 2017                    | 2021                    |                         |
| Einwohner               | 450                     | 758                     | 866                     | 970                     | 1075                    | 1201                    | 1576                    | 2604                    | 4357                    | 5645                    | 5746                    | 6238                    | 6150                    | 5973                    |                         |

## Veranstaltungen
- Il presepe vivente[2]

## Kultur
- La Scuola Cattolica ist eine vierteljährlich erscheinende akademische Zeitschrift für Theologie, die vom Priesterseminar der Erzdiözese Mailand in Venegono Inferiore herausgegeben wird. Sie wurde 1873 gegründet und wird auch heute noch veröffentlicht.

## Sehenswürdigkeiten
- Pfarrkirche Santi Giacomo e Filippo, erbaut 1610 auf Anweisung von Karl Borromäus
- Erzbischöfliches Seminar von Mailand, erbaut zwischen 1928 und 1930 nach dem Projekt des Architekten Giovanni Maria Maggi; hier befinden sich ein Museum das Funde des Naturwissenschafters Antonio Stoppani bewahrt und auch eine kleine Pinakothek mit den Gemälde Il Miracolo di Santa Marta des lombardischen Malers Carlo Francesco Nuvolone (1608–1662).
- In die Burg von Venegono Inferiore flüchteten vor allem im Jahr 1451 berühmte Persönlichkeiten wie Giovanni, Bischof von Coutances.